# Český šermířský klub

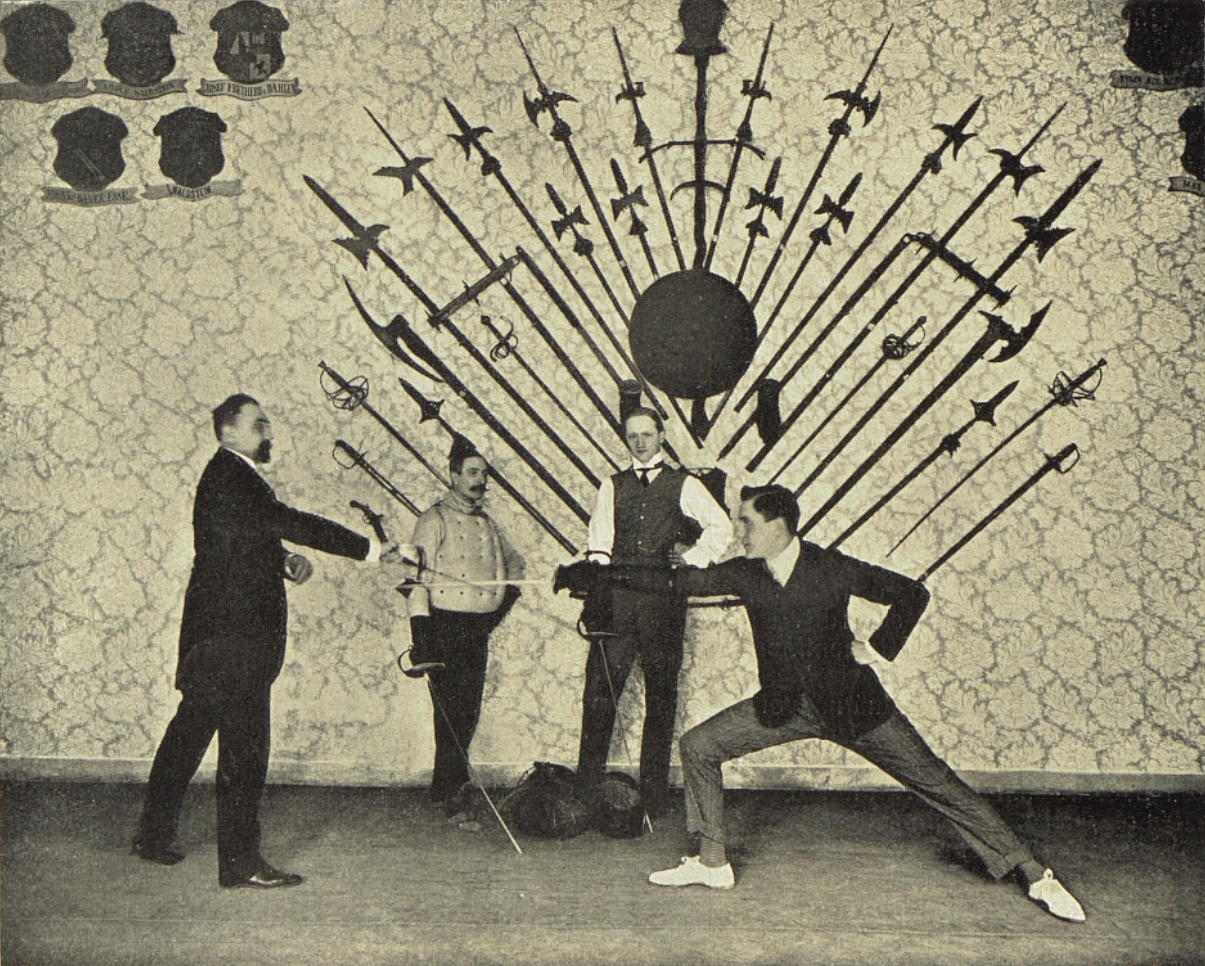
V Colloredo-Mansfeldském paláci (1905), vlevo Gustav Hergsell st.

Český šermířský klub byl založen v roce 1887 žáky Královské české zemské stavovské šermírny, která se, toho času, nacházela v Praze, v posledním patře Colloredo-Mansfeldského paláce. V těchto prostorách nalezl útočiště i nově založený klub. Radost z nově se utvářejícího českého klubu vyjádřil už v roce 1886 Jan Neruda. Prvním předsedou českého šermířského klubu byl Bedřich ze Schwarzenbergu (1887–1889), následovali František Thun-Hohenstein (1890–1892) či nejvýznamnější člen klubu Ladislav Pinkas, který byl předsedou v letech 1893–1896, 1899–1900 a 1903–1907. Po zrušení Královské české zemské šermírny v roce 1914 a po skončení 1. světové války klub obnovil svou přerušenou činnost v prostorách Unitarie v Karlově ulici. V prosinci 1927 pořádal český šermířský klub slavnostní akademii ke 40. výročí svého vzniku. Na této akademii své umění předvedli nejlepší francouzští šermíři – v čele s Lucienem Gaudinem. Klub zanikl přejmenováním, sloučením či rozpuštěním po více než 40 letech své existence.

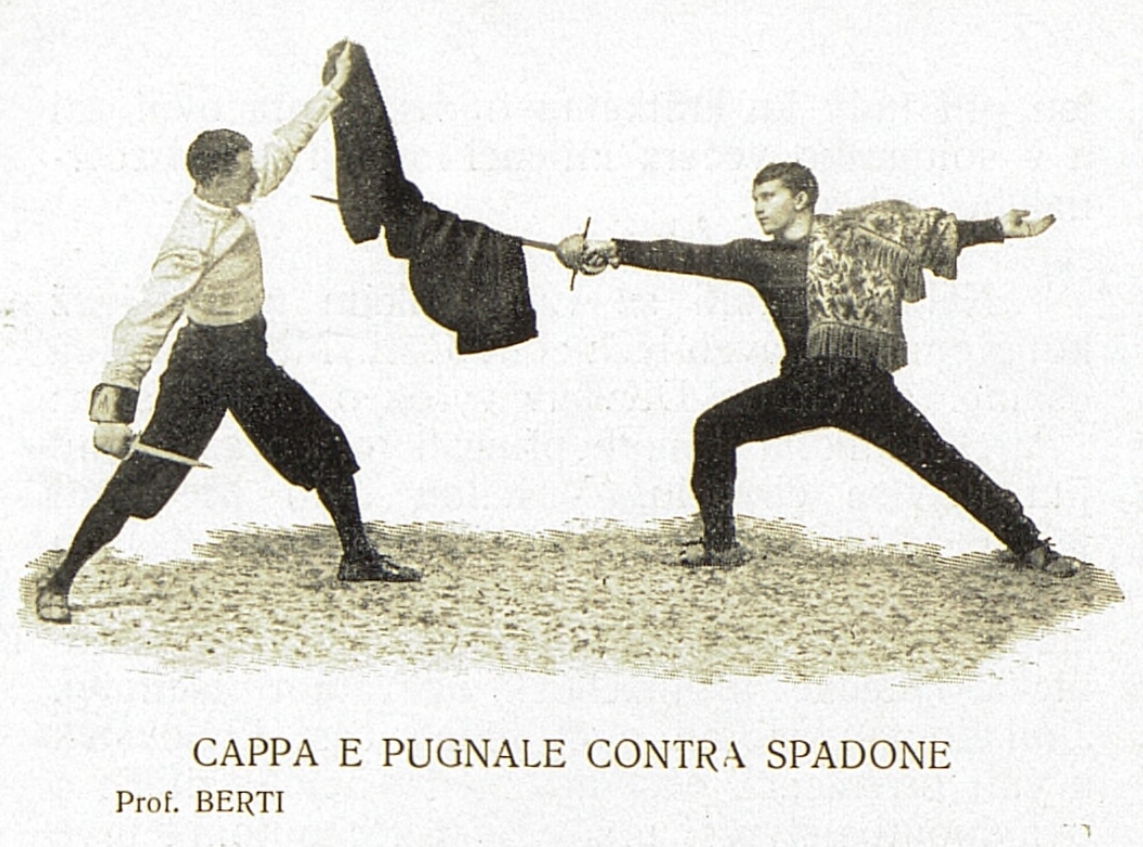

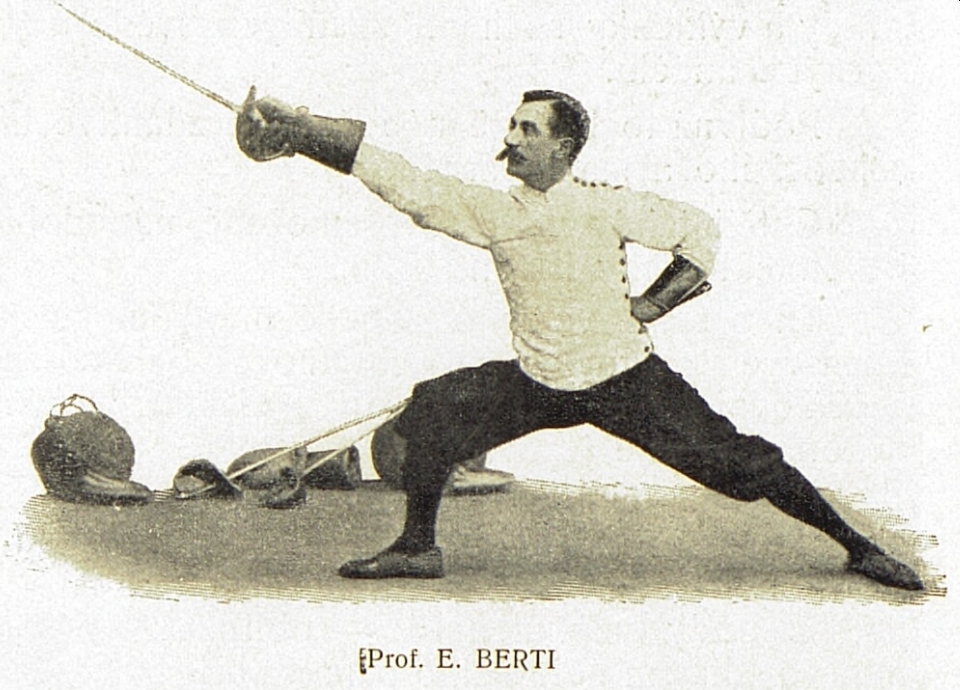

Královská česká zemská stavovská šermírna vznikla kolem roku 1654 a od roku 1886 ji vedl Gustav Hergsell mladší (1847–1914). Titul zemského mistra šermu získal syn ve svých dvaceti letech, čtyři dny po rezignaci svého otce Gustava Hergsella (1817–1887), rovněž zemského mistra šermu. Gustav Hergsell ml. zemskou šermírnu řídil až do své smrti. Poté dědicové prodali jeho sbírky zbraní i knih o šermu z 16.–19. století do Drážďan a královská česká zemská šermírna byla po více než 250 letech své existence zrušena.